# Arvet (film, 2003)
Arvet är en svensk/norsk/dansk film från 2003. Filmen hade premiär 29 augusti 2003 och är tillåten från 11 år.

## Handling
Christoffer, vars familj har drivit ett stålverk i fyra generationer, bryter traditionen och driver i stället en krog. Fadern begår självmord och Christoffer som tar över firman inser snart att den är konkursmässig, det tvingar honom att ta beslut som gör honom till ovän med familjen. Hans fru Maria, som är skådespelerska vid Dramaten i Stockholm, pendlar mellan Danmark och Sverige. Men hon finner snart att hennes man förändrats mycket.

## Rollista
- Ulrich Thomsen - Christoffer
- Lisa Werlinder - Maria
- Ghita Nørby - Annelise
- Lars Brygmann - Ulrik
- Karina Skands - Benedikte
- Peter Steen - Niels
- Ulf Pilgaard - Aksel
- Diana Axelsen - Annika
- Jesper Christensen - Holger Andersen
- Dick Kaysø - Jens Mønsted